# Sihanoukville
Sihanoukville (Khmer: ក្រុងព្រះសីហន, Preah Seihanouk) is een havenstad en gemeente aan de Golf van Thailand, in zuidelijk Cambodja met de status van provincie. Sihanoukville is de belangrijkste zeehaven van Cambodja. De stad is vernoemd naar koning Norodom Sihanouk. De stad was vroeger bekend als Kampong Saong of Kompong Som.
De stad is vanwege haar stranden een druk bezochte toeristische plaats. Voornamelijk Chinese toeristen domineren Sihanoukville. Het massatoerisme heeft ook geleid tot een slechte waterkwaliteit vanwege de lozing van afvalwater in zee door de resorts en hotels.
De provincie telde 155.690 inwoners bij de volkstelling van 1998, het aantal inwoners van de stad zelf is niet bekend.

## Stedenband
- Seattle (Verenigde Staten)

## Trivia
- In 2021 schonk Ruben Terlou met een aflevering van De wereld van de Chinezen aandacht aan de stad.[2]